# 294 a.C.

## Eventos
- Continua a Terceira Guerra Samnita
- Lúcio Postúmio Megelo, pela segunda vez, e Marco Atílio Régulo, cônsules romanos.